# لبنة (الكتاب المقدس)

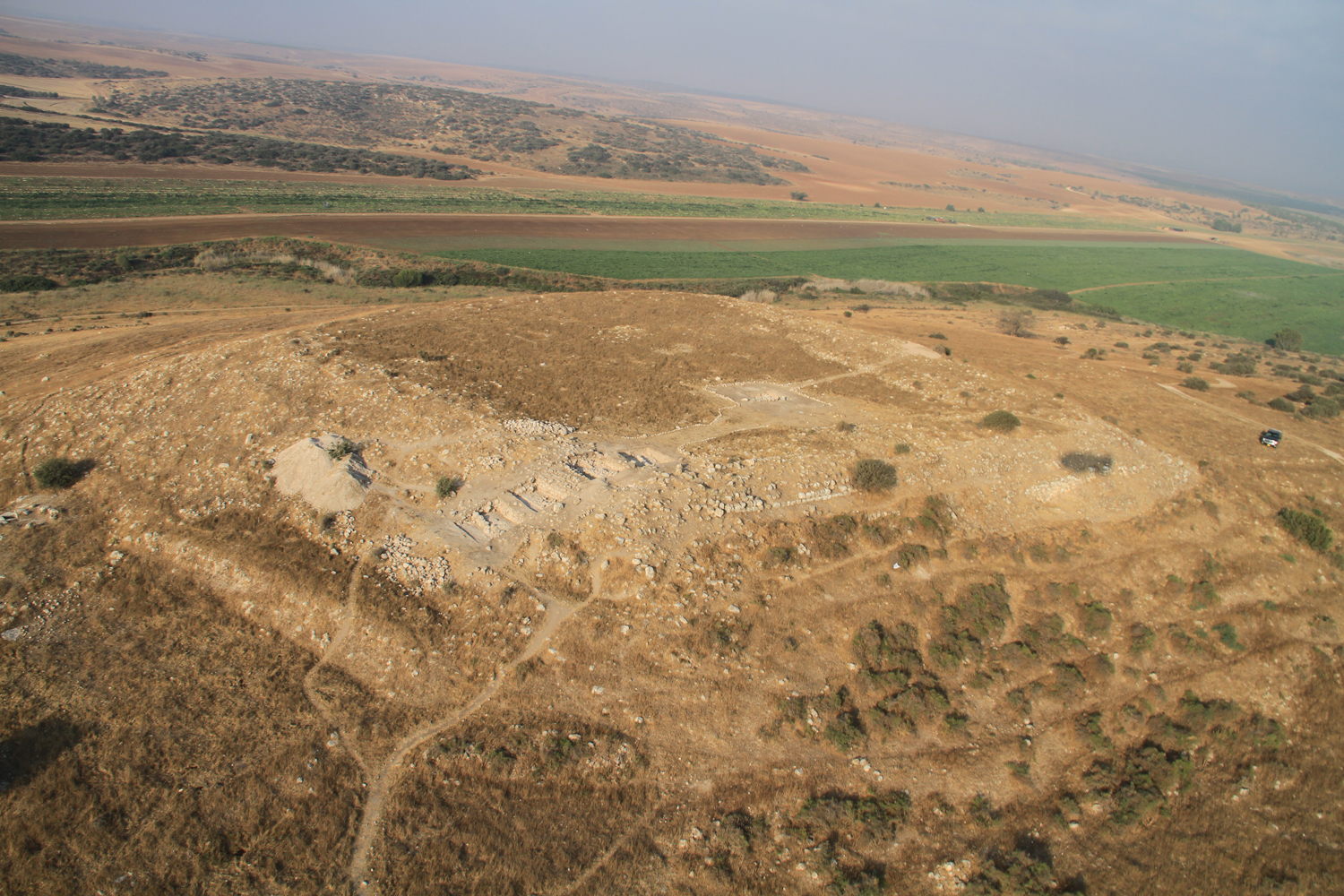

لبنة (بالعبرية: לִבְנָה‏)، (باللاتينية: Lobna)‏، ومعناها البياض، هي مدينة ذُكر عدة مرات في العهد القديم، وهي واحدة من المحطات السبعة عشر لبني إسرائيل في البرية أثناء التيه بعد خروجهم من مصر، تقع بين رمون فارص ورسة. يُعتقد أنها كانت مصدرًا مهمًا للدخل، خُصصت في البداية لسبط يهوذا كواحدة من المدن الكهنوتية الثلاثة عشر خلال الحكم الإسرائيلي حسب سفر يشوع 21:13، ثم تمردت المدينة في عهد الملك يهورام ملك يهوذا بن يهوشافاط على مملكة يهوذا، وفقًا لسفر الملوك الثاني 8:22 وسفر أخبار الأيام الثاني 21:10، لأن يورام ترك إله آبائه، ووقعت الثورة في نفس الوقت الذي ثار فيه إدوم ضد حكم يهودا حسب سفر الملوك الثاني 8: 20-22.
وهاجم سنحاريب ملك آشور مدينة لبنة سنة 701 ق.م، بعد أن استلم حزقيا، وحسب سفر الملوك الثاني 19: 35 فإن ملاك الرب خرج وضرب الجيش الآشوري، وقُتل منهم 185,000 جندي آشوري، وتراجع سنحاريب بعدها إلى نينوى. يجادل بعض الباحثين في عدد القتلى المذكور، وتشير نسخة الترجوم إلى أن السبب هو الوباء. كما يجادل البعض عن سبب مهاجمة لبنة بعد أن استسلم حزقيا بالفعل في تل لخيش، وأنه من الغريب أن يعود سنحاريب إلى الوراء لغزو مدينة في الشمال بعد انتصاره في الجنوب، ويرجح البعض أن قد يكون المحتمل أن يكون محرر السفر قد عكس التسلسل التاريخي.
وصف يوسابيوس القيصري وجيروم مدينة لبنة بأنها قرية في منطقة إليوثيروبوليس في بيت جبرين.